# Sphenoclea zeylanica
Sphenoclea zeylanica ist die einzige Art der Gattung Sphenoclea und der Pflanzenfamilie Sphenocleaceae. Nach APG IV wird sie in die Ordnung der Nachtschattenartigen (Solanales) eingeordnet. Ursprünglich stammt sie aus Afrika, ist aber in vielen Teilen der Welt ein Neophyt. Da sie ähnliche Habitat-Ansprüche wie Reis besitzt und den Wuchs von Reispflanzen hemmt, ist diese Pflanzenart ein bedeutendes „Unkraut“ im Reisanbau. Manchmal wird sie als Gemüsepflanze verwendet.

## Beschreibung

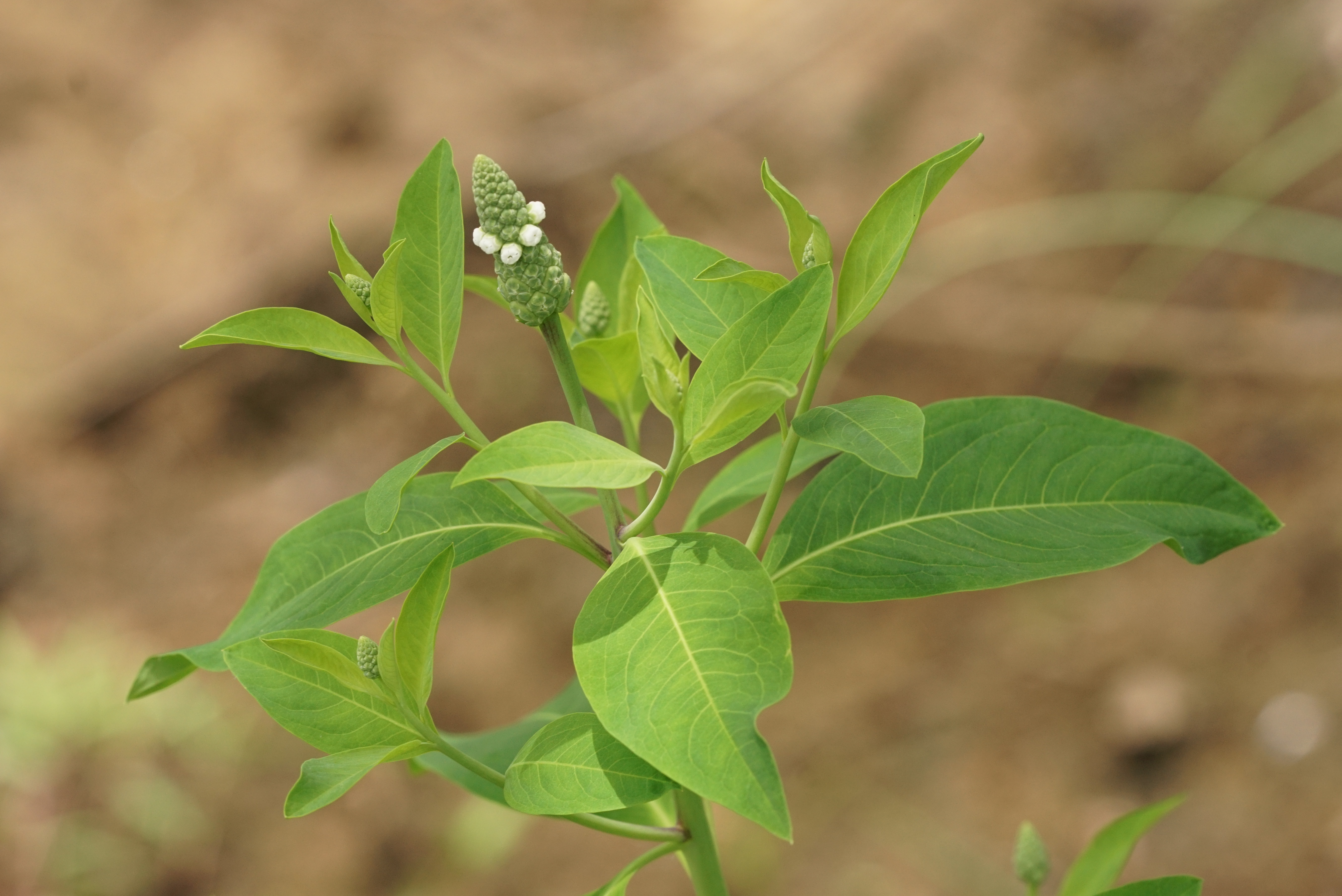
Laubblätter und Blütenstand

### Vegetative Merkmale
Sphenoclea zeylanica wächst als einjährige krautige Pflanze und erreicht Wuchshöhen von meist 0,5 bis 0,7 (0,2 bis 1,5) Metern. Sie gedeiht vor allem in feuchten und überfluteten Gebieten. Alle Pflanzenteile sind kahl. Die zahlreichen Wurzeln sind lang und strickartig. Die aufrechten, meist stark verzweigten Stängel sind bei einem Durchmesser bis 1 Zentimeter fleischig und mehr oder weniger hohl.
Die wechselständig am Stängel angeordneten Laubblätter sind in Blattstiel und -spreite gegliedert. Der Blattstiel ist 0,5 bis 2,0 Zentimeter lang. Die einfache Blattspreite ist bei einer Länge von 6 bis 12 Zentimeter und einer Breite von meist 2 bis 3,5 (selten auch bis 6) Zentimeter eiförmig bis elliptisch; in der Flora of China 2011 findet man zur Blattspreite folgenden Angaben: bei einer Länge von 2 bis 9 Zentimeter und einer Breite von 0,5 bis 2 cm ist sie lang-elliptisch, elliptisch-lanzettlich oder eiförmig-lanzettlich. Die Blattspitze kann stumpf, aber auch zugespitzt bis stachelspitzig sein, während die Blattbasis meist keilförmig zulaufend und der Blattrand glatt ist. Die Blattunterseite ist grau bis grün und die Blattoberseite grün.

### Blütenstände und Blüten
Sphenoclea zeylanica blüht das ganze Jahr über und nur wenige Blüten eines Blütenstandes sind zur gleichen Zeit geöffnet. Die Blütenstände stehen endständig an den Hauptachsen an 1,5 bis 5,0 (selten bis 10,0) Zentimeter langen Blütenstandsschäften. Die mit einer Länge von 2,5 bis 8,0 (Flora of China: 1 bis 4) Zentimeter und einem Durchmesser von 6,0 bis 9,0 Zentimeter zylindrischen, ährigen Blütenstände sind dicht mit bis zu 100 Blüten besetzt. Die Blütenstände enthalten spatelförmige oder eiförmige, 2,0 bis 3,0 Millimeter lange Tragblätter (Brakteen) mit zugespitzten bis spitzen Blattspitzen. Die Vorblätter (Brakteolen) sind paarig, breit linealisch, an der Spitze unregelmäßig gezackt und ebenfalls 2,0 bis 3,0 Millimeter lang.
Die sitzenden Blüten sind kleiner als 2 Millimeter, radiärsymmetrisch und fünfzählig mit doppelter Blütenhülle. Der Blütenbecher (Hypanthium) ist längsseitig zusammengedrückt, an der Basis breit mit der Blütenstandsachse verwachsen, im Alter schwach knorpelig. Die fünf Kelchlappen sind eiförmig-kreisförmig oder breit und stumpf dreieckig bis fast abgerundet und 1,5 bis 2,5 Millimeter lang. Bis zur Fruchtreife wird der Kelch etwas schmaler und ist dann weiter abgerundet und mit einer unregelmäßig ausgezackten bis papierartigen Spitze versehen, die eingebogen ist und die Spitze der Frucht verdeckt. Die fünf weißen und etwa 2,5 Millimeter langen Kronblätter sind auf etwa der Hälfte ihrer Länge zu einer 1,0 bis 1,5 Millimeter langen Kronröhre verwachsen. Die sich überlappenden Kronlappen sind stumpf dreieckig und 1,0 bis 1,2 Millimeter lang. Es ist nur ein Kreis mit fünf Staubblättern vorhanden. Die fadenförmigen Staubfäden sind mit einer Länge von 0,4 Millimeter sehr kurz und entspringen an oder leicht unterhalb der Mitte der Kronröhre. Die Staubbeutel sind bei einer Länge von 0,5 Millimeter fast kreisförmig. Der mehr oder weniger unterständige, zweikammerige Fruchtknoten ist bei einer Länge von etwa 2,5 Millimeter verkehrt-eiförmig mit gestutztem oberen Ende. Jeder Fruchtknoten enthält viele anatrope Samenanlagen in zentralwinkelständiger Plazentation. Die Narbe ist unscheinbar zweilappig, fast kopfig.

### Früchte und Samen
Die dicht in den Fruchtständen zusammenstehenden, kreisförmig aufspringenden Kapselfrüchte weisen eine Länge von 2,5 bis 3,0 Millimetern und einen Durchmesser von 2 bis 4 Millimetern auf. Die Früchte enthalten viele Samen. Die blass gelblich-braunen oder braun-gelben, glänzenden Samen sind mit einer Länge von 0,5 Millimetern länglich-zylindrisch, längs mit zehn bis zwölf Rillen gestreift, zwischen den Rillen leicht und undeutlich gekörnt. Die Früchte reifen das ganze Jahr über.
Die Chromosomenzahl beträgt 2n = 32 oder 48.

## Vorkommen
Das ursprüngliche Verbreitungsgebiet von Sphenoclea zeylanica liegt im tropischen bis südlichen Afrika: Kenia, Tansania, Uganda, Gambia, Ghana, Guinea, Mali, Senegal, Sierra Leone, Malawi, Mosambik, Sambia sowie Botswana und in Madagaskar. Sie ist auch im tropischen Asien, auf pazifischen Inseln und in der Neotropis als vermutlich eingeschleppte Pflanze weit verbreitet.
Sphenoclea zeylanica bevorzugt feuchte Standorte in niedrigen Höhenlagen, sie ist oftmals in langfristig überfluteten Reisfeldern und Sümpfen zu finden. In Nepal wächst sie auch in Höhenlagen bis 1600 Metern.

## Botanische Geschichte und Systematik

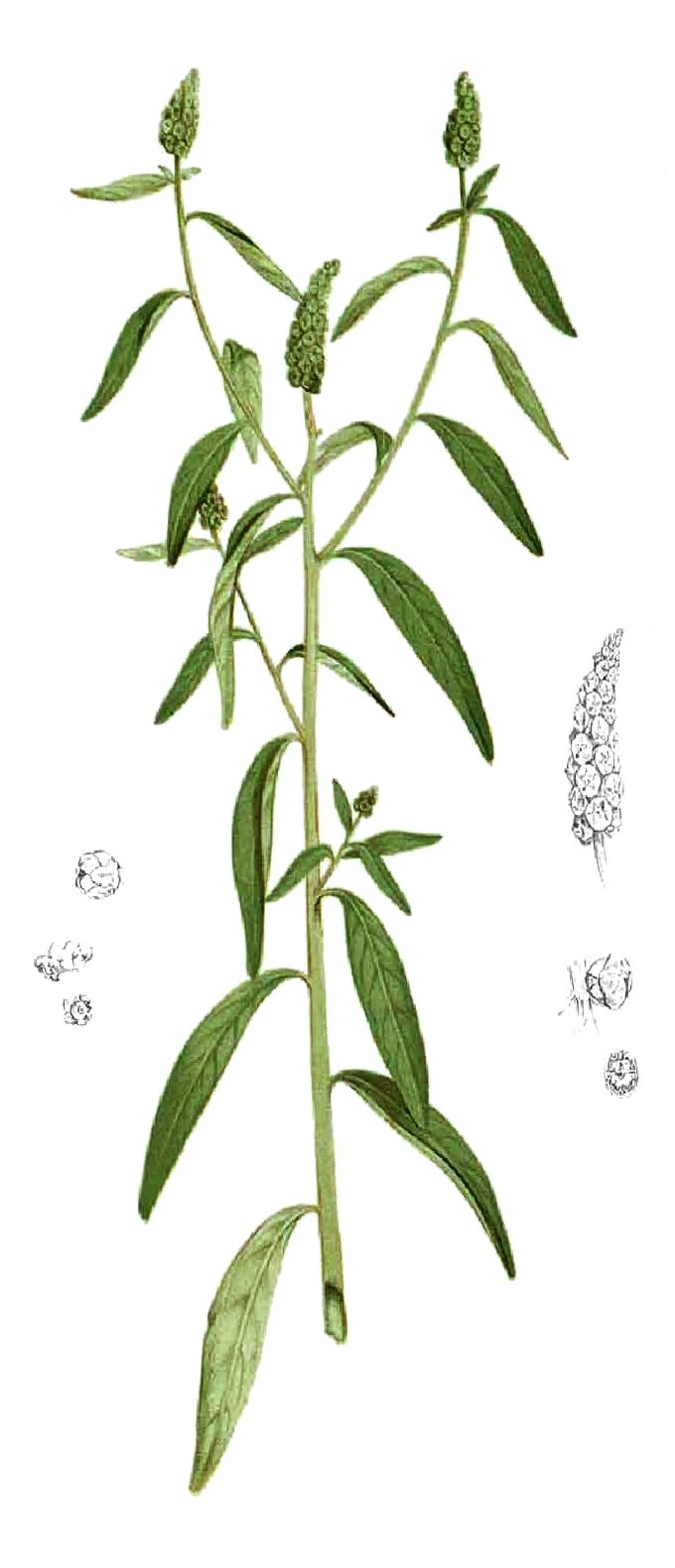
Historische Illustration von Francisco Manuel Blanco

Sphenoclea zeylanica und die Gattung Sphenoclea wurden 1788 von Joseph Gärtner in De Fructibus et Seminibus Plantarum ...., 1, S. 113, Tafel 24, Figur 5 erstbeschrieben. Synonyme für Sphenoclea Gaertn. sind: Gaertnera Retz. (non Gaertnera Schreber, non Gaertnera Lam.), Pongati Adans., Pongatium Juss. und Rapinia Lour. Synonyme für Sphenoclea zeylanica Gaertn. sind: Gaertnera pangati Retz., Pongatium indicum Lam., Pongatium indicum Lam., Pongatium spongiosum Blanco, Pongatium zeylanicum (Gaertn.) Kuntze, Rapinia herbacea Lour., Reichelia palustris Blanco, Sphenoclea dalzielii N.E.Br., Sphenoclea pongatia A.DC., Sphenoclea pongatium A.DC.
Die Familie Sphenocleaceae wurde 1839 durch Thomas Baskerville in Affinities of Plants: With Some Progressive Development, S. 110. aufgestellt. Ein Synonym für Sphenocleaceae ist Pongatiaceae Engl. ex Meisn. nom. illeg.
Sphenoclea zeylanica ist die einzige Art der Gattung Sphenoclea und der Familie der Sphenocleaceae. Manche Autoren erwähnen auch, dass es eine oder zwei weitere Arten gibt, doch handelt es sich dabei nur um Synonyme.
Die Familie der Sphenocleaceae wird aufgrund aktueller molekularbiologischer Untersuchungen in die Ordnung der Nachtschattenartigen (Solanales) eingeordnet. Zuvor wurde diese Familie aufgrund morphologischer Studien meist in die Ordnung der Asternartigen (Asterales) oder in die Ordnung der Glockenblumenartigen (Campanulales) eingeordnet. Dort war sie typischerweise nahe oder in der Familie Glockenblumengewächse (Campanulaceae) platziert. Gegen diese Einordnung sprach immer, dass in der Gattung Sphenoclea kein Milchsaft vorkommt, dies ist dagegen für die Glockenblumengewächse typisch. Weitere Merkmale, die die Sphenocleaceae von den Asternartigen beziehungsweise von den Glockenblumenartigen unterscheiden sind die schuppenförmigen Kronlappen, die tetracytrischen Stomata und die ringförmig aufspringende Kapselfrüchte. Bereits 1948 wurde diese Einordnung der Familie durch Herbert Kenneth Airy Shaw angezweifelt, jedoch wurden seine diesbezüglichen Äußerungen nicht akzeptiert. Er sah die Familie nahe den Kermesbeerengewächsen (Phytolaccaceae) platziert.
Die verwandtschaftlichen Verhältnisse zu den restlichen Familien der Nachtschattenartigen (Solanales) sind im folgenden Kladogramm nach Cosner 1994 wiedergegeben:
|  | \| \| Hydroleaceae \| \| \| \| \| \| Sphenocleaceae \| \| \| \| |
|  |                                                                 |
|  | Montiniaceae                                                    |
|  |                                                                 |
|  | Hydroleaceae                                                    |
|  |                                                                 |
|  | Sphenocleaceae                                                  |
|  |                                                                 |

|  | Hydroleaceae   |
|  |                |
|  | Sphenocleaceae |
|  |                |

|  | Solanaceae     |
|  |                |
|  | Convolvulaceae |
|  |                |

|  | \| \| Hydroleaceae \| \| \| \| \| \| Sphenocleaceae \| \| \| \| |
|  |                                                                 |
|  | Montiniaceae                                                    |
|  |                                                                 |
|  | Hydroleaceae                                                    |
|  |                                                                 |
|  | Sphenocleaceae                                                  |
|  |                                                                 |

|  | Hydroleaceae   |
|  |                |
|  | Sphenocleaceae |
|  |                |

|  | Solanaceae     |
|  |                |
|  | Convolvulaceae |
|  |                |

## „Unkraut“„“ und Ökologie
Sphenoclea zeylanica zählt als „Unkraut“ im Reisanbau, vor allem in Südostasien, den USA, der Karibik, Indien, Pakistan und Westafrika. Weiterhin gibt es Berichte über ein Auftreten von Sphenoclea zeylanica in Baumwoll-Pflanzungen, sowie bei Weizen und Sojabohnen, die mit Reis in Wechselkultur gezogen werden. Sphenoclea zeylanica kann dabei den Ernteertrag um bis zu 45 % senken.
Andere Untersuchungen zeigen jedoch auch eine mögliche positive Wirkung von Sphenoclea zeylanica: Es wurde nachgewiesen, dass Stoffe, die die Art ausscheidet, die Reis-Wurzel-Nematoden Hirschmanniella spp. – einen weiteren bedeutenden Reisschädling – um bis zu 99 % reduzieren können.
Um der Beeinträchtigung der Nutzpflanzen durch Sphenoclea zeylanica entgegenzuwirken, werden verschiedene Herbizide eingesetzt, darunter 2,4-D, Butachlor und Mecoprop. Von den Philippinen sind jedoch Pflanzen bekannt, die eine Toleranz gegenüber 2,4-D ausgebildet haben. Als biologische Alternativen zur Unkrautbekämpfung können Schimmelpilze aus der Gattung Alternaria eingesetzt werden, jedoch zeigten Experimente, dass der Einsatz von 2,4-D effektiver ist.

## Gemüsepflanze
Zum Teil werden junge Sphenoclea zeylanica-Pflanzen als Gemüse genutzt; gedünstet haben sie einen pikanten, leicht bitteren Geschmack. Taiwanesische Reisfarmer verkaufen die Pflanzen als Gemüsepflanze, einige Farmer bauen Sphenoclea zeylanica sogar gezielt an.

## Nachweise